# San Miguel de Naranjo
San Miguel es uno de los distritos del cantón de Naranjo, en la provincia de Alajuela, de Costa Rica.

## Geografía
San Miguel cuenta con un área de 15,59 km² y una altitud media de 1040 m s. n. m.

## Demografía
Para el año 2022, San Miguel cuenta con una población estimada de 5444 habitantes, y para el último censo efectuado, en 2011, San Miguel contaba con una población de 4657 habitantes.

## Localidades
- Barrios: San Miguel Este, San Miguel Oeste, San Francisco.
- Poblados: Bajo Seevers, Bajos, Palmas, Quesera, San Francisco, San Miguel Oeste, Linda Vista, Calle del Amor, Ciudadela el Estadio, Camacho, Las Rosas, calle Central.

## Transporte

### Carreteras
Al distrito lo atraviesan las siguientes rutas nacionales de carretera:
- Ruta nacional 1
- Ruta nacional 141
- Ruta nacional 715